# Emmesomyia suwai
Emmesomyia suwai este o specie de muște din genul Emmesomyia, familia Anthomyiidae, descrisă de Ge și Fan în anul 1988. Conform Catalogue of Life specia Emmesomyia suwai nu are subspecii cunoscute.